# Menandro I
Menandro I Sóter el Salvador ―conocido como Milinda en fuentes indias― fue uno de los monarcas del Reino indogriego (en el norte de la India y el actual Pakistán) durante más de tres décadas, desde el año 165 o 155 a. C. hasta el 130 a. C.
Es el primer europeo del que se ha especulado que se convirtió al budismo.
Su nombre, en griego antiguo: Μένανδρος Α΄ ὁ ΣωτήρI.

## Un importante rey indogriego
Sus territorios cubrían los dominios occidentales del dividido imperio griego de Bactriana (desde las áreas de la provincia de Panshir y Kapisa) y se extenderían hasta la actual provincia pakistaní de Pañyab, la mayor parte de los estados indios de Punyab e Himachal Pradesh y de la región de Jammu, con tributarios difusos al sur y al este, probablemente hasta Mathurā. 
Su capital se cree que fue Sagala, una próspera ciudad al norte de Pañyab, posiblemente la actual Sialkot, a pocos kilómetros al oeste de lo que hoy es la frontera entre India y Pakistán. 
Fue uno de los pocos reyes bactrianos mencionados por los autores griegos, entre ellos Apolodoro de Artémita, citado por Estrabón, que afirma que los griegos de Bactriana fueron aún mayores conquistadores que Alejandro Magno, y que Menandro fue uno de los dos reyes bactrianos, con Demetrio I, que extendió su poder a las más lejanas regiones de la India: 

Los griegos, que hicieron que Bactria creciera tan poderosa como consecuencia de la fertilidad del país, se convirtieron en señores, no sólo de Ariana, sino también de la India, como Apolodoro de Artemisa dice: y más tribus fueron sojuzgadas por ellos que por Alejandro Magno -por Menandro en particular (al menos, en caso de que efectivamente cruzara el Hypanis hacia el este, y llegara hasta el Imaüs), algunas fueron conquistadas por él personalmente y otras por Demetrio, el hijo de Eutidemo, el rey de los bactrianos, y tomaron posesión, no sólo de Patalena, sino también, sobre el resto de la costa, del llamado reino de Saraostus y Sigerdis. En resumen, Apolodoro dice que Bactriana es el ornamento de Ariana en su conjunto y, más aún, que su imperio se extendió incluso hasta los Seres (chinos) y los Phryni.
 Estrabón, Geografía xi.11.12.

Estrabón también sugiere que estas conquistas griegas llegaron hasta la capital Pataliputra, en el noreste de India (hoy Patna): 
"Los que vinieron después de Alejandro Magno llegaron al Ganges y Pataliputra" (Estrabón, 15.698).
En las fuentes históricas de la India, también se describen ataques griegos a Mathurā, Panchala, Saketa, y Pataliputra. Éste es particularmente el caso de algunas menciones de la invasión por Patañjali alrededor de 150 a. C., y de los Iugá-purana, que describen los acontecimientos históricos de la India en la forma de una profecía: 
"Después de haber conquistado Saketa, el país de Panchala y Mathurā, los Yavanas (id est, jonios, griegos), perversos y temerarios, llegarán a Kusumadhvaja. Alcanzadas las débiles fortificaciones de barro en Pataliputra, el caos reinará en todas las provincias, sin duda. Por último, una gran batalla seguirá, con árboles como arietes (máquinas de asedio)." (Gargi-Samhita, Iugá-purana, capítulo 5º). 
Al oeste, Menandro parece haber rechazado la invasión del usurpador greco-bactriano Eucrátides I, y lo empujó de nuevo hasta Parapamisos (cordillera del Pamir), lo que consolidó el dominio indo-griego en la parte septentrional del subcontinente indio. 
El Milinda-pañjá da algunas indicaciones de su estrategia militar:
"¿Ha ocurrido alguna vez, oh Majestad, que se os hayan enfrentado reyes como enemigos y adversarios?
- Sí, sin duda.
- ¿Luego os pusisteis manos a la obra, supongo, cavando fosos, levantando fortificaciones, erigiendo torres de vigilancia, construyendo fortalezas, y almacenando víveres?.
- No, en absoluto. Todo había estado preparado de antemano.
- ¿O bien, entrenastéis en el manejo de los elefantes de guerra, y en la caballería, y en el uso del carro de guerra, y en tiro con arco y lucha a espada?.
- No, en absoluto. Yo todo lo había aprendido antes.
- Pero, ¿por qué?.
- Con el objeto de alejar el peligro futuro".
(Milinda-panjá, libro III, capítulo 7). 
Su reinado fue largo y exitoso. Las generosas conclusiones que aportan las monedas son testimonio de la prosperidad y extensión de su imperio (con hallazgos arqueológicos hasta Gran Bretaña). Los hallazgos de sus monedas son los más numerosos y los más generalizados de todos los reyes indo-griegos. Las fechas precisas de su reinado, así como su origen, siguen siendo sin embargo, difíciles de conocer con precisión. Teorías entre los historiadores dicen que Menandro, o bien fue un sobrino, o un general del rey greco-bactriano Demetrio I, pero ahora se cree que los dos reyes están separados por, al menos, treinta años. Su predecesor en el Panyab, parece haber sido el rey Apolodoto I. 
El Imperio de Menandro sobrevivió después de él de manera fragmentada, hasta que el último rey griego Estratón II, desapareció en torno al año 10.
Menandro fue el primer gobernante indo-griego que introdujo la representación de Athena Alkidemos («Atenea, salvadora del pueblo») en sus monedas, probablemente en referencia a una estatua de Atenea similar, Atenea Alcidemo en Pella, capital del Reino de Macedonia. Este tipo fue posteriormente utilizado más tarde por la mayoría de los reyes indo-griegos.

## Menandro I y el budismo
El Milinda-pañjá

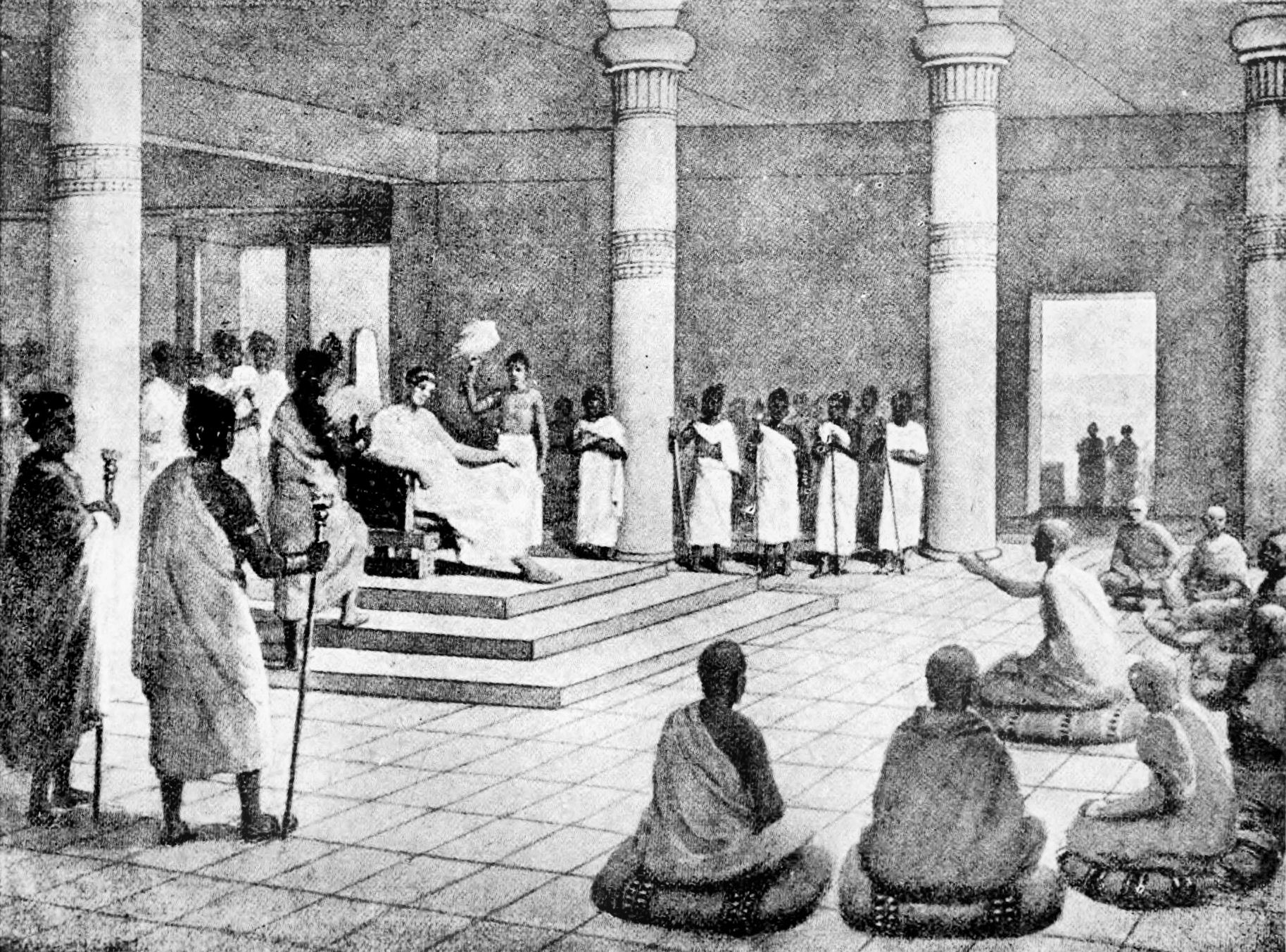
El rey Milinda hace preguntas. De la historia de Hutchinson sobre las naciones, que incluye a los egipcios, los chinos, la India, la nación babilónica, los hititas, los asirios, los fenicios y los cartagineses, los frigios, los lidios y otras naciones de Asia Menor.

De acuerdo con la tradición, Menandro abrazó la fe budista, tal y como se describe en el Milinda-panjá, texto canónico budista escrito en pali, que refiere el diálogo entre el rey Menandro (Milinda en pali), y el monje budista Nagasena. El rey aparece rodeado constantemente por 500 soldados griegos, y por dos consejeros, llamados Demetrio y Antíoco. El contexto cultural en el que se inscribe la obra, es el del diálogo platónico y, por ello, es de particular interés para subrayar el sincretismo cultural que dio lugar al grecobudismo.
La tradición budista señala que, tras sus discusiones con Nagasena, Menandro abrazó la fe budista:
"Quiera el venerable Nagasena aceptarme como seguidor de la fe, desde el día de hoy y por todo lo que dure mi vida".
Luego, entregó el reino en manos de su hijo, y se retiró del mundo:
"Y después de ello, deleitándose en la sabiduría de los Ancianos, abdicó el reino en su hijo, y abandonando la vida familiar por la vida sin hogar, creció grandemente en visión interior, y alcanzó el nirvana".
No se cree, sin embargo, que este testimonio sea cierto. Menandro no parece haber abdicado de su trono. Basado en las evidencias numismáticas, Tarn cree que, de hecho, Menandro murió en el ejercicio del poder, dejando a su mujer Agatoclea la regencia, mientras su hijo Estratón alcanzaba la mayoría de edad. A pesar de sus éxitos militares y políticos, parece claro que el dominio grecobactriano se dividió, a su muerte, en varios reinos de diverso tamaño y estabilidad.